# Carlos Vinícius
Carlos Vinícius Alves Morais (* 25. března 1995 Rio de Janeiro) je brazilský profesionální fotbalista, hrající na pozici útočníka za brazilský klub Grêmio Foot-Ball Porto Alegrense, kam v roce 2025 přestoupil z týmu Fulham FC.

## Klubová kariéra

### Mládežnická kariéra
Vinícius hrál od 14 let jako obránce za brazilský klub Goiás EC. V roce 2011 se přesunul do akademie týmu Santos FC, aby hned nato odešel na hostování do Desportivo Brasil. V Santosu zůstal do roku 2014, kdy klub opustil a připojil se ke klubu Palmeiras.

### Caldense
V roce 2016 přestoupil do týmu Caldense. Svůj debut v dospělém fotbale odehrál 19. března 2017 proti týmu Uberlândia. V klubu působil na pozici záložníka.

### Grêmio Anápolis
V roce 2017 odešel Vinícius do týmu Grêmio Anápolis. Zde se poprvé přesunul na pozici útočníka, většinou však hrál jako ofenzivní záložník. V týmu nastoupil pouze ke dvěma zápasům.

#### Real S.C.
Nedlouho po svém přestupu do Grêmia odešel Vinícius na hostování do klubu Real S.C. Tam odehrál svůj první zápas 29. července 2017 proti CF Os Belenenses. Během celého hostování odehrál 39 zápasů, ve kterých vstřelil 20 gólů a připsal si 5 asistencí.

### SSC Neapol
Vydařené hostování v Realu mu 24. srpna 2018 vyneslo přestup do italského týmu SSC Neapol. Klub za něj zaplatil 4 miliony eur. Vinícisu byl zařazen do výběru pro předsezonní soustředění, kde vstřelil jeden gól v přátelském utkání proti Carpi.

#### Rio Ave
Hned po předsezonním soustředění odešel Vinícius na sezonní hostování do portugalského celku Rio Ave. Svůj debut zde odehrál 2. září 2018 v ligovém utkání proti Portimonense.
Svůj pobyt v Rio Ave ukončil v lednu 2019. Během celého hostování odehrál 20 zápasů ve kterých vstřelil celkem 14 gólů.

#### AS Monaco
Hned druhý den po ukončení hostování v Rio Ave, tedy 30. ledna 2019, se Vinícius přesunul na další hostování, tentokrát na půl sezony do monacko-francouzského týmu AS Monaco. Zde odehrál svůj první zápas 2. února 2019 v utkání francouzské ligy proti Toulouse FC.
Během tohoto hostování odehrál 16 utkání, ve kterých vstřelil 2 góly a na stejný počet také přihrál.

### Benfica Lisabon
20. června 2019 přestoupil Vinícius z Neapole do portugalského klubu Benfica Lisabon. Celý přestup vyšel Benficu na 17 milionů eur. Svůj debut za klub odehrál 10. srpna 2019 v ligovém utkání proti Paços de Ferreira, ve kterém vstřelil také svůj první gól za tým.
30. listopadu vstřelil hattrick v zápase proti CS Marítimo.

#### Tottenham Hotspur
2. října 2020 odchází Vinícius na jednosezonní hostování do anglického Tottenhami Hotspur, který za hostování zaplatil 3 miliony eur. Svůj debut odehrál 22. října v utkání skupinové fáze Evropské liga UEFA proti LASK Linz. První zápas v Premier League odehrál 8. listopadu v utkání s West Bromwich Albion.